# Manitou Springs
Manitou Springs is een plaats (city) in de Amerikaanse staat Colorado, en valt bestuurlijk gezien onder El Paso County.

## Demografie
Bij de volkstelling in 2000 werd het aantal inwoners vastgesteld op 4980.
In 2006 is het aantal inwoners door het United States Census Bureau geschat op 5072, een stijging van 92 (1,8%).

## Geografie
Volgens het United States Census Bureau beslaat de plaats een oppervlakte van
7,9 km², geheel bestaande uit land. Manitou Springs ligt op ongeveer 1938 m boven zeeniveau.

## Plaatsen in de nabije omgeving
De onderstaande figuur toont nabijgelegen plaatsen in een straal van 16 km rond Manitou Springs.